# ヴィッラ・ビスコッシ
ヴィッラ・ビスコッシ（伊: Villa Biscossi）は、イタリア共和国ロンバルディア州パヴィーア県にある、人口約60人の基礎自治体（コムーネ）。

## 地理

### 位置・広がり

#### 隣接コムーネ
隣接するコムーネは以下の通り。
- ガッリアーヴォラ
- ロメッロ
- メーデ
- ピエーヴェ・デル・カイロ

### 気候分類・地震分類
気候分類では、zona E, 2619 GGに分類される。
また、イタリアの地震リスク階級 (it) では、zona 3 (sismicità bassa) に分類される
。